# Иванова, Наталья Николаевна (тхэквондистка)
Ната́лья Никола́евна Ивано́ва (1 сентября 1971, Усолье-Сибирское, СССР) — российская тхэквондистка, серебряный призёр Олимпийских игр. Заслуженный мастер спорта России. Награждена орденом Дружбы.

## Карьера
На Олимпиаде в Сиднее Наталья выиграла серебряную медаль в весовой категории свыше 67 килограмм, уступив в финале китаянке Чэнь Чжун.
Семикратная чемпионка России, серебряный призёр чемпионата мира и трёхкратная чемпионка Европы.

## Образование
Окончила факультет русского языка и литературы Иркутского государственного педагогического института.